# Flugplatz Bad Windsheim

i7
i11
i13
Der Flugplatz Bad Windsheim (ICAO-Code: EDQB) ist der Sonderlandeplatz der mittelfränkischen Stadt Bad Windsheim. Er ist im Eigentum der Stadt Bad Windsheim und wird von dem Flugsportverein Bad Windsheim e. V. betrieben.

## Geografie
Der Flugplatz liegt etwa vier Kilometer westlich des historischen Stadtkernes von Bad Windsheim am Wiebelsheimer Berg auf einer Höhe von 372 m ü. NN im nördlichen Quellgebiet der Aisch.
Naturräumlich befindet er sich in der Windsheimer Bucht, nördlich steigt das Gelände zum Steigerwald hin an und südlich zu der Frankenhöhe. Östlich erstreckt sich der Rangau und 20 km westlich verläuft die Landesgrenze zu Baden-Württemberg.

## Geschichte
Der nach der Aufhebung des Flugverbotes durch die Alliierten 1951 gegründete Flugsportverein Bad Windsheim e. V. begann mit der Fliegerei in den 1950er Jahren zunächst auf benachbarten Flugplätzen, wie beispielsweise dem Militärflugplatz Illesheim. Ein eigenes Gelände fand sich vorübergehend im Gründlein, musste aber bald wieder aufgegeben werden. Ab 1972 wurde das heutige Gelände erschlossen, mit technischer Hilfe durch die US-Army eingeebnet und in den Folgejahren zum Flugplatz ausgebaut.
Im Jahr 1974 folgten der Bau einer Flugzeughalle, einer Werkstatt und des Towers. 1994 kam eine zweite Halle hinzu und 1996 das Vereinsheim.

## Flugplatz und Ausstattung
Der Flugplatz ist für Luftfahrzeuge aller Art bis 2000 kg Höchstabfluggewicht (MTOW) zugelassen und von 9:00 Uhr bis Sonnenuntergang in Betrieb.  Der Halter des Flugplatzes ist die Stadt Bad Windsheim, der Betreiber der Flugsportverein Bad Windsheim e. V.
Es bestehen mehrere Wirtschaftsgebäude, ein Tower (118.260 MHz), zwei Hangars, eine Windenstarteinrichtung und ein Vereinsheim.

## Zwischenfälle
- Am 30. Juni 2001 stürzte ein Segelflugzeug vom Typ Schleicher ASW 19 nach einem Windenstart aus etwa 250 m Höhe mit hoher Geschwindigkeit ab und zerschellte, wobei der Pilot den Tod fand.[3]:10[4]:17
- Anfang April 2009 sprang eine 27-jährige aus 2200 Metern Höhe über EDQB und zog ihren Hauptfallschirm zu spät. In einer Höhe von 225 Metern löste der Notfallschirm aus, sie schlug wenig gebremst auf und wurde dabei lebensgefährlich verletzt.[5]

## Verkehr
Eine Gemeindestraße erschließt den Flugplatz zu der Staatsstraße 2252 hin, die zu der südlich verlaufenden Bundesstraße 470 anschließt. Der ÖPNV bedient den Flugplatz nicht direkt. In Bad Windsheim besteht eine Zustiegsmöglichkeit zu der Nebenstrecke Neustadt (Aisch)–Steinach bei Rothenburg.